# Flabellophora squamosa
Flabellophora squamosa är en svampart som beskrevs av Corner 1987. Flabellophora squamosa ingår i släktet Flabellophora och familjen Polyporaceae.   Inga underarter finns listade i Catalogue of Life.